# Achta Djibrine Sy
Achta Djibrine Sy (28 de octubre de 1962) es un activista por la paz chadiana que llegó a ser ministra de Comercio de Industria y Promoción del Sector Privado del gobierno de Idriss Deby Itno en 2019 y ministra de Cultura y de la Promoción de la Diversidad en 2021. 

## Biografía
Achta Djibrine Sy nació en 1962. Obtuvo su primer título universitario en Economía y Administración en la Universidad de Yamena (N'Djamena).

## Trayectoria
Después de la guerra civil en Chad, Achta Djibrine Sy trabajó con un grupo de mujeres y en la organización benéfica británica Oxfam para facilitar la paz en su país. Fue responsable de proyectos de mujeres de Oxfam en Chad.
En 1993 escribió sobre el papel de las mujeres en Chad para ayudar a la política de Oxfam. Durante más de 10 años representó a Intermón Oxfam en su país.
En 2005 fue una de las 1000 mujeres que aparecieron en el libro "1000 mujeres por la paz en el mundo".
En 2014 se constituyó el Consejo Nacional de Mujeres de Chad (CONAF-TCHAD) auspiciado por la primera dama del país Hinda Deby Itno. Achta Djibrine Sy se convirtió en vicepresidenta de esta organización que hizo campaña contra la discriminación. Su mandato finalizó en 2017.

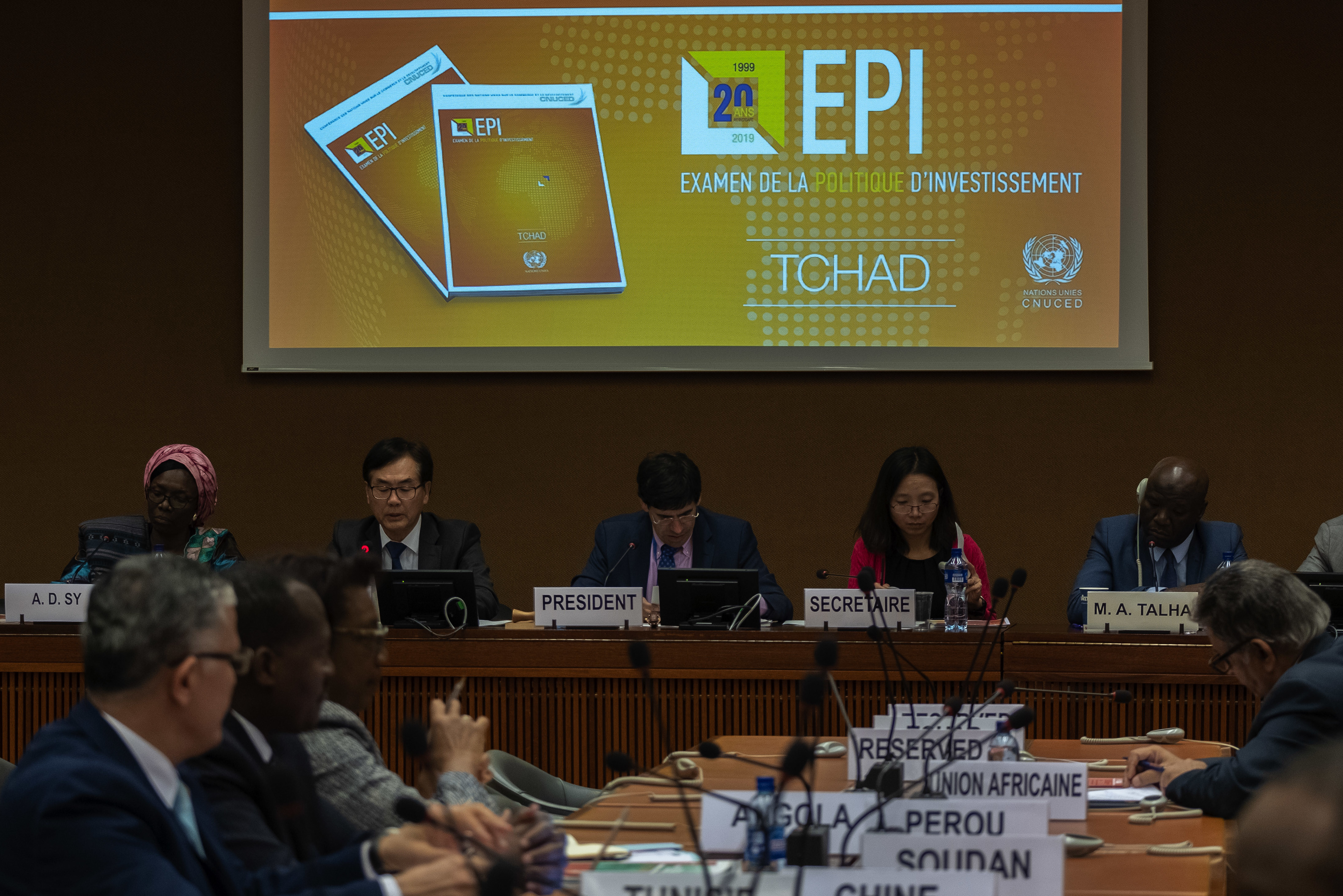
Examen de la política de inversión de la UNCTAD para Chad en 2019 (Sy, a la izquierda)

El 11 de agosto de 2019, fue nombrada por el presidente de Chad, Idriss Deby Itno, ministra de Comercio de Industria y Promoción del Sector Privado. Achta Djibrine Sy asumió su nuevo cargo el 19 de agosto de 2019. El comercio de Chad y la inversión extranjera que atrae está dominado actualmente (2019) por la producción de petróleo del país. 
Achta Djibrine Sy ha participado en la Conferencia de las Naciones Unidas sobre Comercio y Desarrollo (UNCTAD) para exponer y defender una «revisión de la política de inversión» en consonancia con los Objetivos de Desarrollo Estratégico de las Naciones Unidas. Sy planeaba una diversificación económica en Chad para evitar la pobreza alimentaria y reducir la dependencia del petróleo. 
La inversión en la producción de goma arábiga de Chad junto con la ganadería, las semillas de sésamo, la manteca de karité, el alga espirulina y el maní fueron algunas de las oportunidades de inversión.
En 2021 fue nombrada ministra de Cultura y de la Promoción de la Diversidad.